# Медезано
Медезано (итал. Medesano) —  коммуна в Италии, располагается в регионе Эмилия-Романья, подчиняется административному центру Парма.
Население составляет 9637 человек (на 2004 г.), плотность населения составляет 104 чел./км². Занимает площадь 88 км². Почтовый индекс — 43014. Телефонный код — 0525.
Покровителем коммуны почитается святой апостол Иаков Старший, празднование 25 июля.